# Саломея Романовна
Саломея Романовна —  дочь Романа Галицкого от первого брака с Предславой Рюриковной или второго брака с Анной-Марией, первая жена Святополка Померанского (примерно до 1220 года).
По версии Войтовича Л. В. и Майорова А. В., Саломея могла носить христианское имя Ефросинья, под которым известна вторая жена Святополка Померанского (до 1235 года).
Ранее считалось, что Саломея была дочерью Даниила Романовича.